# Fidelity Emerging Markets Ltd
Fidelity Emerging Markets Ltd ist eine geschlossene Investmentgesellschaft mit Sitz in Guernsey. Das Ziel des Unternehmens ist es, Kapitalwachstum durch ein Portfolio zu generieren, das hauptsächlich aus Wertpapieren und Finanzinstrumenten besteht, die ein Engagement in börsennotierten und nicht börsennotierten Schwellenmarktunternehmen darstellen. Dabei können auch Derivate eingesetzt werden.
Im Jahr 2023 beliefen sich die verwalteten Mittel auf insgesamt ca. 607 Mio. USD.
Die Portfoliomanager des Trusts sind Nick Price und Chris Tennant von Fidelity International.
Das Unternehmen ist an der Londoner Börse gelistet und Teil des FTSE 250 Index.